# ويليام هنري سولومون
ويليام هنري سولومون (بالإنجليزية: William Henry Solomon)‏ هو قاضي جنوب أفريقي، ولد في 1852 في Philippolis ‏ في جنوب أفريقيا، وتوفي في 1930.